# Pedicularis poluninii
Pedicularis poluninii är en snyltrotsväxtart som beskrevs av Tsoong. Pedicularis poluninii ingår i släktet spiror, och familjen snyltrotsväxter. Inga underarter finns listade i Catalogue of Life.